# Borszowice (Sędziszów)
Pour l’article homonyme, voir Borszowice (Imielno).
Borszowice est une localité polonaise de la gmina de Sędziszów, située dans le powiat de Jędrzejów en voïvodie de Sainte-Croix.